# Hieracium subminutidens
Hieracium subminutidens är en tvåhjärtbladig växtart som först beskrevs av Karl Hermann Zahn, och fick sitt nu gällande namn av Herbert William Pugsley. Hieracium subminutidens ingår i släktet hökfibblor, och familjen korgblommiga. Inga underarter finns listade i Catalogue of Life.